# حزب الاتحاد (العهد الملكي)
حزب الاتحاد هو حزب ساسي مصري شكل بدعم من الملك فؤاد الأول بهدف إيجاد نوع من التوازن بين الحزبين الكبيرين في ذلك الوقت وهما حزب الوفد وحزب الأحرار الدستوريين واعتمدت على هذا الحزب في تشكيلها كل من وزارة أحمد زيور باشا الأولى ووزارة أحمد زيور باشا الثانية.:280
تأسس الحزب على يد حسن باشا نشأت في مطلع عام 1925 وتم استقطاب جريدة الليبرتيه لتصبح ناطقة باسم الحزب مع جريدتين عربيتين هما الاتحاد والشعب المصري.:284